# Чан, Питер
Питер Чан (кит. трад. 陳明温, упр. 陈明温, пиньинь Chén Míngwēn, палл. Чэнь Минвэнь), известный также как Peter Chan Ho-Sun (кит. трад. 陳可辛, упр. 陈可辛, пиньинь Chén Kěxīn, палл. Чэнь Кэсинь) — китайский кинорежиссёр и продюсер.

## Фильмография

### Актёр
- 1987 — Экспресс миллионеров — пожарный / охранник
- 1993 — Такова жизнь, любимый — участник коктейльной вечеринки (камео)

### Продюсер
- 1983 — Heroes Shed No Tears
- 1986 — Tong
- 1989 — News Attack
- 1990 — Whampoa Blues
- 1990 — Карри и Пеппер / Curry and Pepper
- 1991 — Alan And Eric: Between Hello And Goodbye
- 1992 — Дни тупости / The Days Of Being Dumb
- 1993 — Yesteryou, Yesterme, Yesterday
- 1993 — Он не тяжелый - это же мой отец! / He Ain’t Heavy, He’s My Father
- 1994 — Он женщина, она мужчина / He’s A Woman, She’s A Man
- 1994 — Over The Rainbow, Under The Skirt
- 1994 — Двадцать с небольшим / Twenty Something
- 1995 — Happy Hour
- 1996 — Время чудес / The Age Of Miracles
- 1996 — Товарищи: почти история любви / Comrades, Almost A Love Story
- 1996 — Кто женщина, кто мужчина / Who’s The Woman, Who’s The Man
- 2000 — Двенадцать ночей / Twelve Nights
- 2001 — Jan Dara
- 2002 — Глаз / The Eye
- 2002 — Going Home
- 2002 — Золотая цыпочка / Golden Chicken
- 2003 — Золотая цыпочка 2 / Golden Chicken 2
- 2004 — Глаз 2 / The Eye 2
- 2004 — Three…Extremes
- 2005 — Наверное любовь (Возможно, любовь) / Perhaps Love
- 2005 — Глаз 10 / The Eye 10
- 2007 — Полководцы / The Warlords
- 2007 — Протеже / Protégé / Moon to
- 2008 — Глаз (ремейк) / The Eye
- 2011 — Меченосцы / Wu Xia (Swordsmen)

### Режиссёр
- 1991 — Alan And Eric: Between Hello And Goodbye
- 1993 — Он не тяжелый - это же мой отец! / He Ain’t Heavy, He’s My Father
- 1993 — Том, Дик и Хэйри / Tom, Dick And Hairy
- 1994 — Trouble, I’ve Had It All My Days
- 1994 — Он женщина, она мужчина / He’s A Woman, She’s A Man
- 1996 — The Age Of Miracles
- 1996 — Товарищи: почти история любви  / Comrades, Almost A Love Story
- 1996 — Кто женщина, кто мужчина / Who’s The Woman, Who’s The Man
- 1999 — Любовное письмо / The Love Letter
- 2002 — Три / Three (segment Going Home)
- 2003 — Project 1:99
- 2005 — Наверное любовь (Возможно, любовь) / Perhaps Love
- 2007 — Полководцы / The Warlords
- 2011 — Меченосцы / Wu Xia (Swordsmen)
- 2013 — Китайский партнёр / American Dreams in China
- 2014 — Дорогой / Dearest
- 2020 — Женская волейбольная сборная / Leap

### Сценарист
- 1991 — Alan And Eric: Between Hello And Goodbye
- 1994 — Он женщина, она мужчина / He's A Woman, She's A Man